# Eringsboda kyrka
Eringsboda kyrka är en kyrkobyggnad i  Eringsboda. Kyrkan tillhör Ronneby församling, Lunds stift.

## Kyrkobyggnaden
Under 1730-talet anhöll innevånarna i norra delen av Tvings socken hos Kunglig Majestäts befallningshavande att få uppföra ett kapell. 1735 beviljades kapellbygget och 1736 påbörjades byggnadsarbetet. Eringsboda kapell uppfördes i furuträ som  utvändigt bekläddes med spån. Kapellet revs när den nuvarande kyrkan uppfördes 1847-1849.
Eringsboda kyrka byggdes i nyklassicistisk stil efter ritningar av Johan  Adolf Hawerman. Byggmästare var Peter Gummesson, Eringsboda. Kyrkan invigdes den 8 juli 1849. Den består av ett rektangulärt  långhus med en avslutande rak korvägg i öster och sakristia i anslutning till norra väggens mitt. Kyrkan är byggd av liggande timmer. Ytterväggarna är beklädda med stående träpanel indelad i pilastrar. Yttertaket är försett med plåt. Ingångarna i väster och i söder är försedda med arkitektoniska omfattningar. Över södra ingångens gavel  finns en gavelfront som är försedd med en strålsol. Eftersom kyrkan uppfördes på samma plats som det gamla kapellet  och saknar klocktorn bevarades klockstapeln som fick sin nuvarande form 1788-1789. Klockstapeln är inklädd med bräder och har en svängd spånbeklädd  huv. I stapeln hänger två klockor.
Grunden till kyrkan lade man 1846 och målades invändigt 1848 av målaren Aulin i Eringsboda. Kyrkan fick 1889 en uppvärmningsanordning. 1896 målades kyrkan invändigt och pengarna på 1500 kronor skäntes ac Eringsboda sparbank. Spåntaket kom 1924 att ersättas med tak av plåt. 1925 kom återigen kyrkan målas invändigt.
1932 kom en omfattande renovering av kyrkan att göras med arkitekten Eiler Graebe i Malmö som gjorde ett förslag på renoveringen och kostnadsberäkning. Arkitekt Boberg i Växjö fick sedan genomföra detta renoveringsförslag. Förslaget innefattade att lägga nytt, pannrum med värmepanna under kyrkan, bänkarna gjordes om, predikstolen flyttades till norra långsidans mitt och mycket mer.

## Inventarier
- Altartavlan med motiv: ”Kristi himmelsfärd” är målad 1932 av Ernst Söderberg.
- Predikstolen med ljudtak är rundformad och försedd med förgyllda symboler.
- Dopfunten är utförd i trä.
- Krucifix över dopaltaret
- Oljemålning Fottvagningen utförd av konstnär Gunnar Torhamn.
- Sluten bänkinredning från kyrkans byggnadstid.

## Orgeln

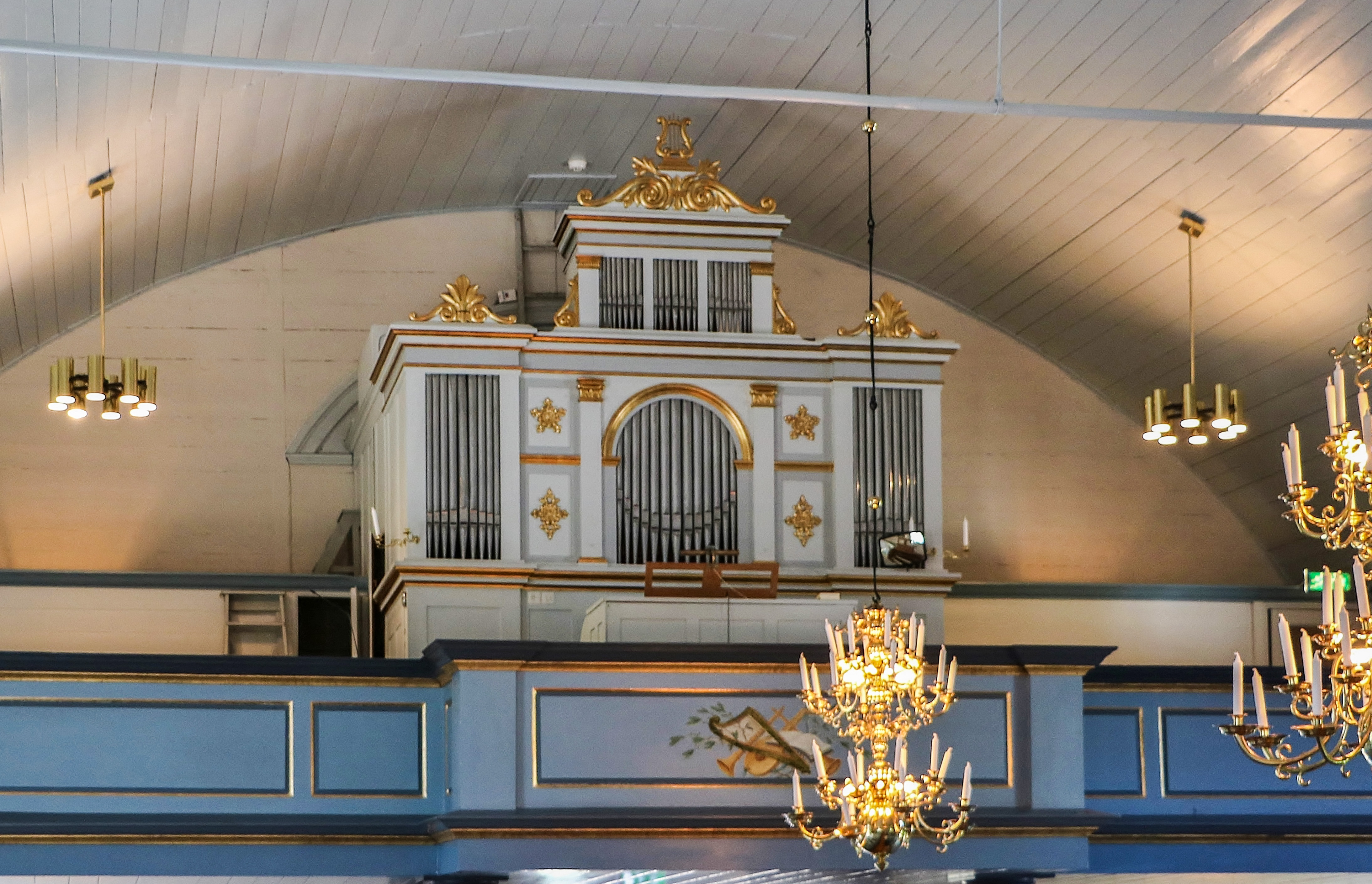
Orgeln

Den första orgeln installerades 1874 med en fasad i vitt och guld ritad av Fredrik Ekberg. Orgelverket byggdes av Carl August Johansson i Hovmantorp och hade tolv stämmor. Den skänktes av kyrkans byggmästare och riksdagsman Peter Gummesson och hustrun Kerstin Gummesson. Orgelverket byggdes om 1947 av Troels Krohn på Frederiksborg Orgelbyggeri, Hilleröd och utökades med åtta nya stämmor. Orgeln har mekanisk traktur och pneumatisk registratur, två fria kombinationer samt tre fasta kombinationer (Piano, Mezzoforte och Tutti).
Disposition:
| Huvudverk (I) C-g3 | Svällverk (II) C-g3 | Pedalverk (P) C-f1 | Koppel |
| Principal 8'       | Fugara 8'           | Subbas 16'         | I/P    |
| Gedackt 8'         | Rörflöjt 8'         | Borduna 8'         | II/P   |
| Oktava 4'          | Gemshorn 4'         | Principal 4'       | II/I   |
| Täckflöjt 4'       | Waldflöjt 2'        | Tvärflöjt 2'       |        |
| Oktava 2'          | Kvinta 1 1⁄3'       |                    |        |
| Mixtur             | Sesquialtera        |                    |        |
|                    | Trumpet 8'          |                    |        |
|                    | Tremulant           |                    |        |

## Bildgalleri

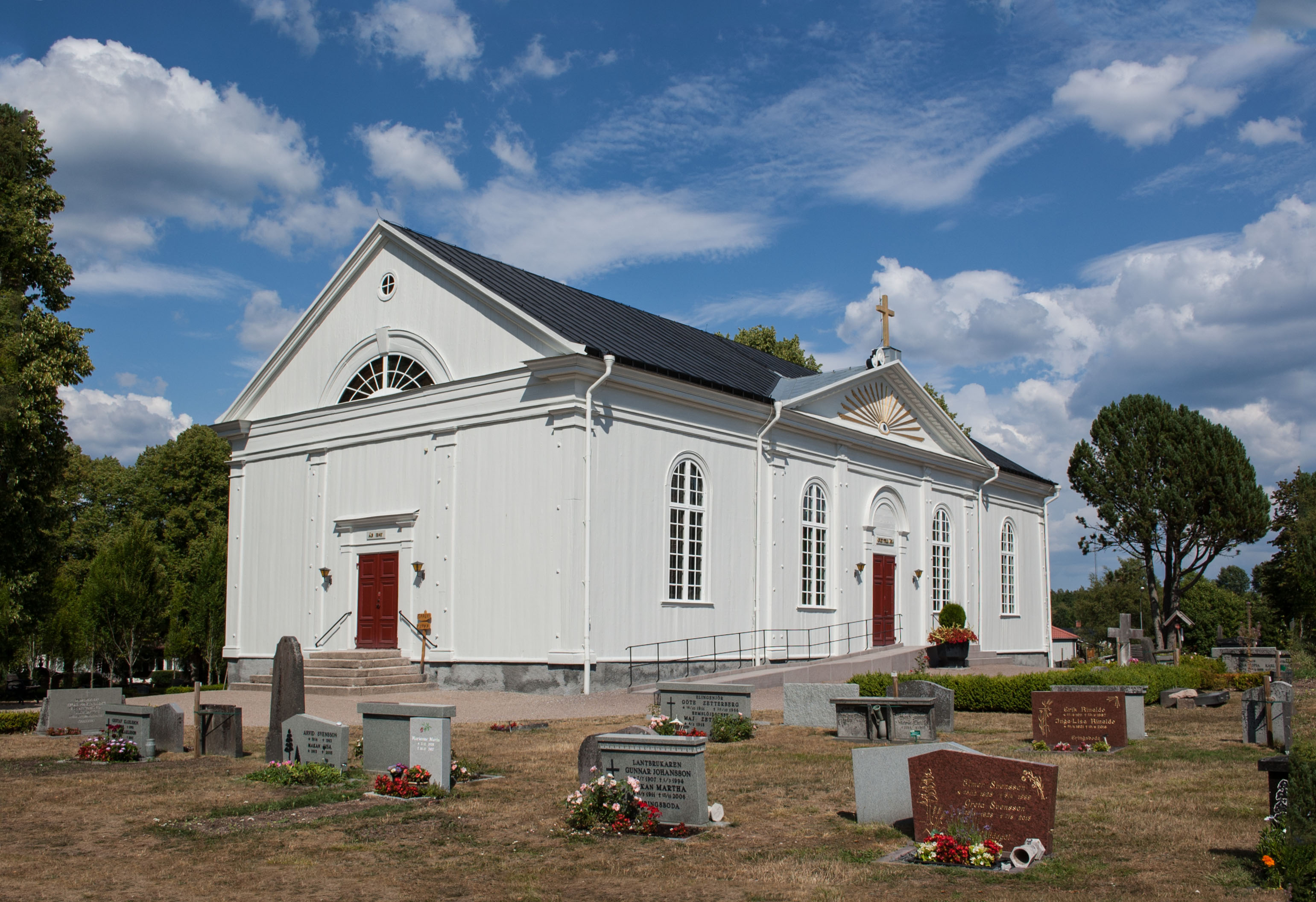
Kyrkan från sydväst
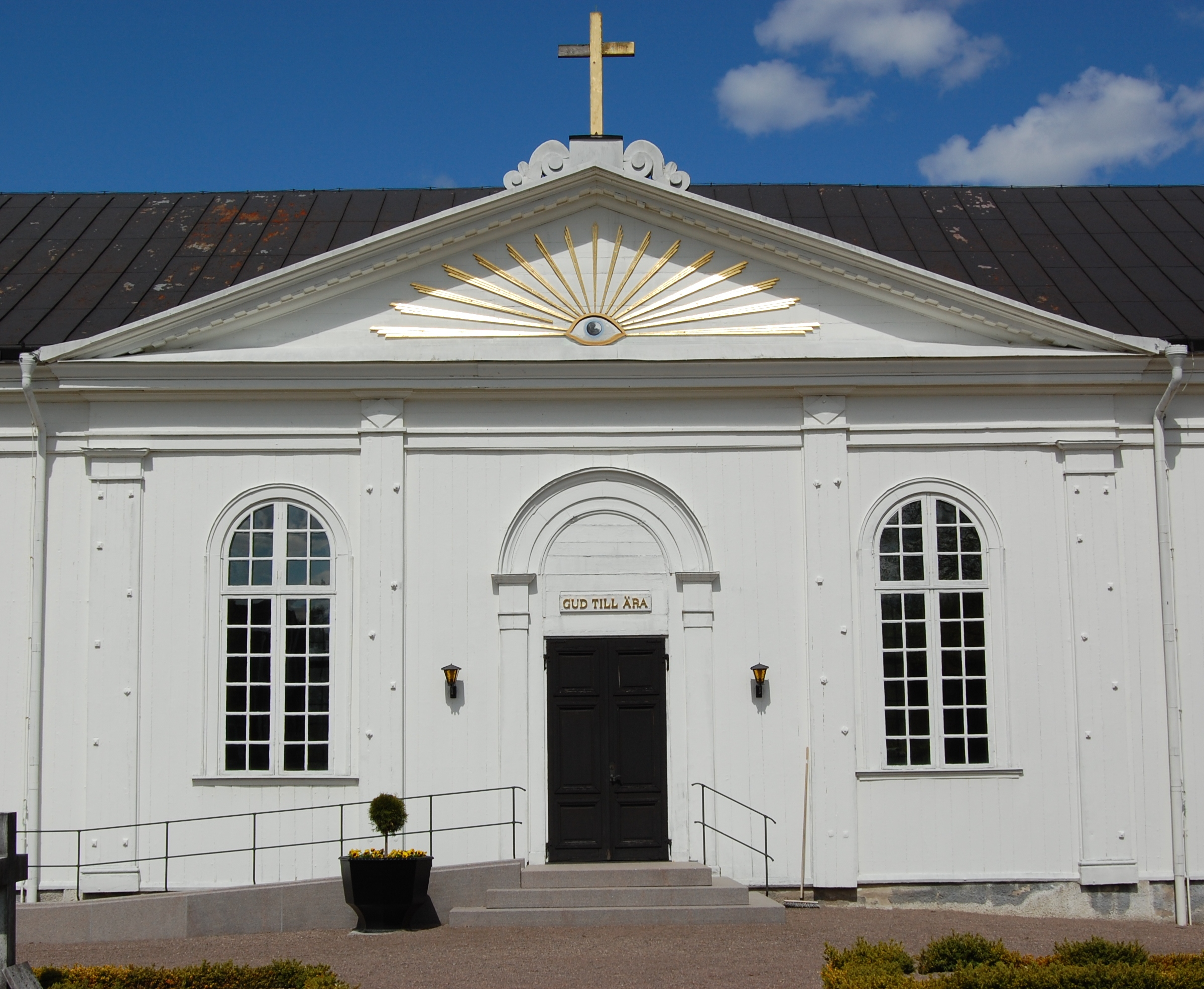
Södra ingången
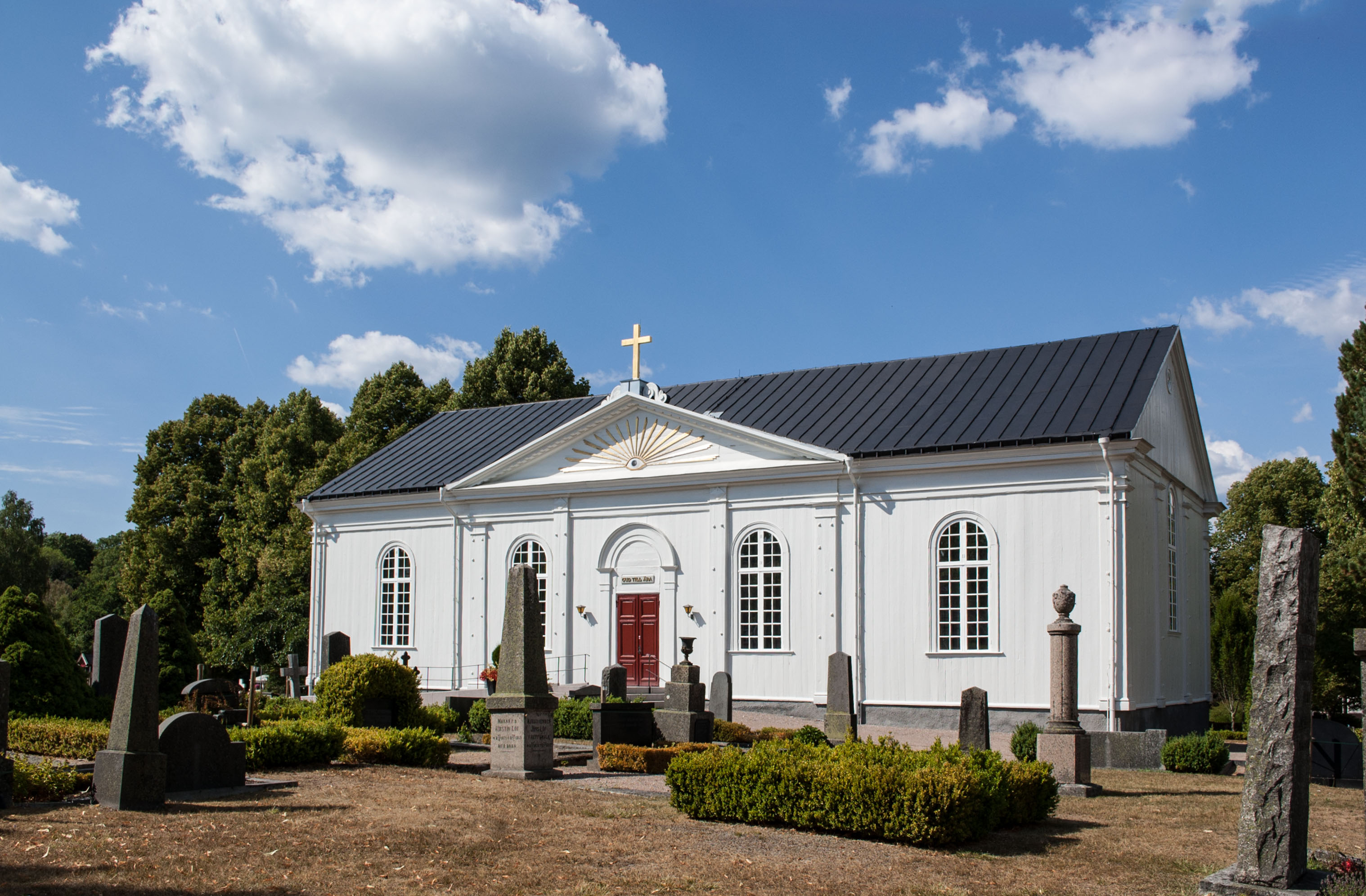
Kyrkobyggnaden från sydöst
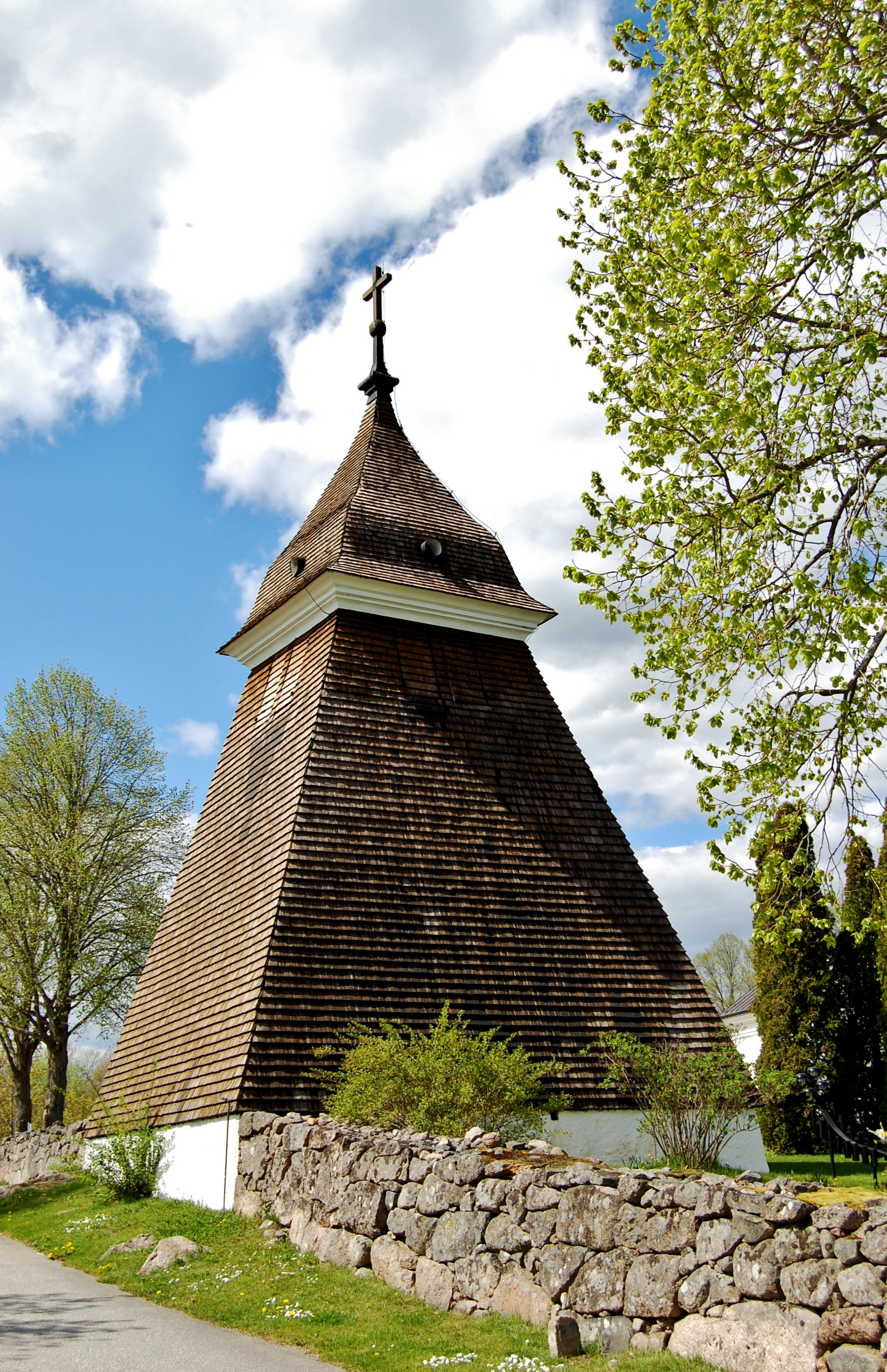
Klockstapeln
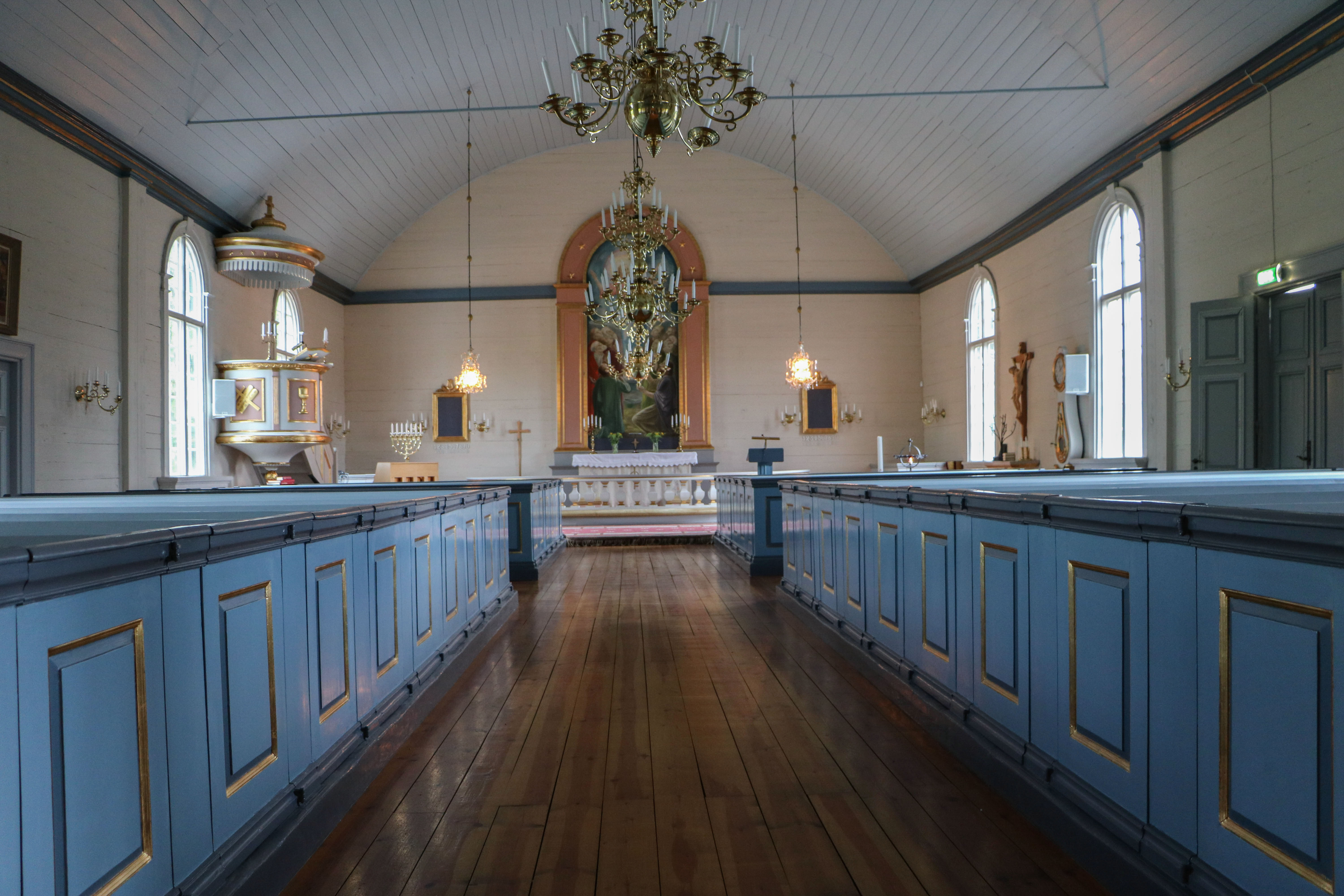
Interiör mot öster
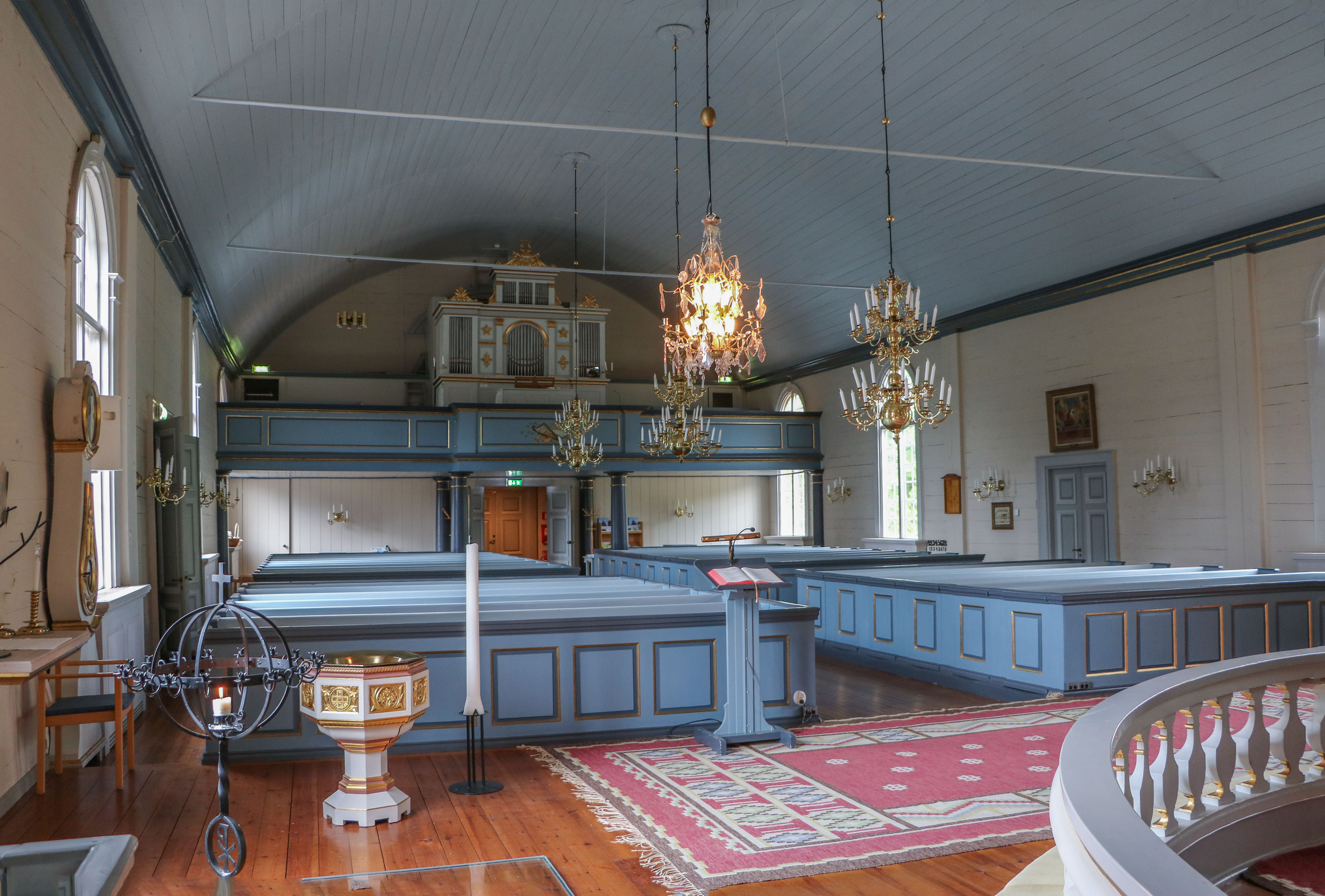
Interiör mot väster
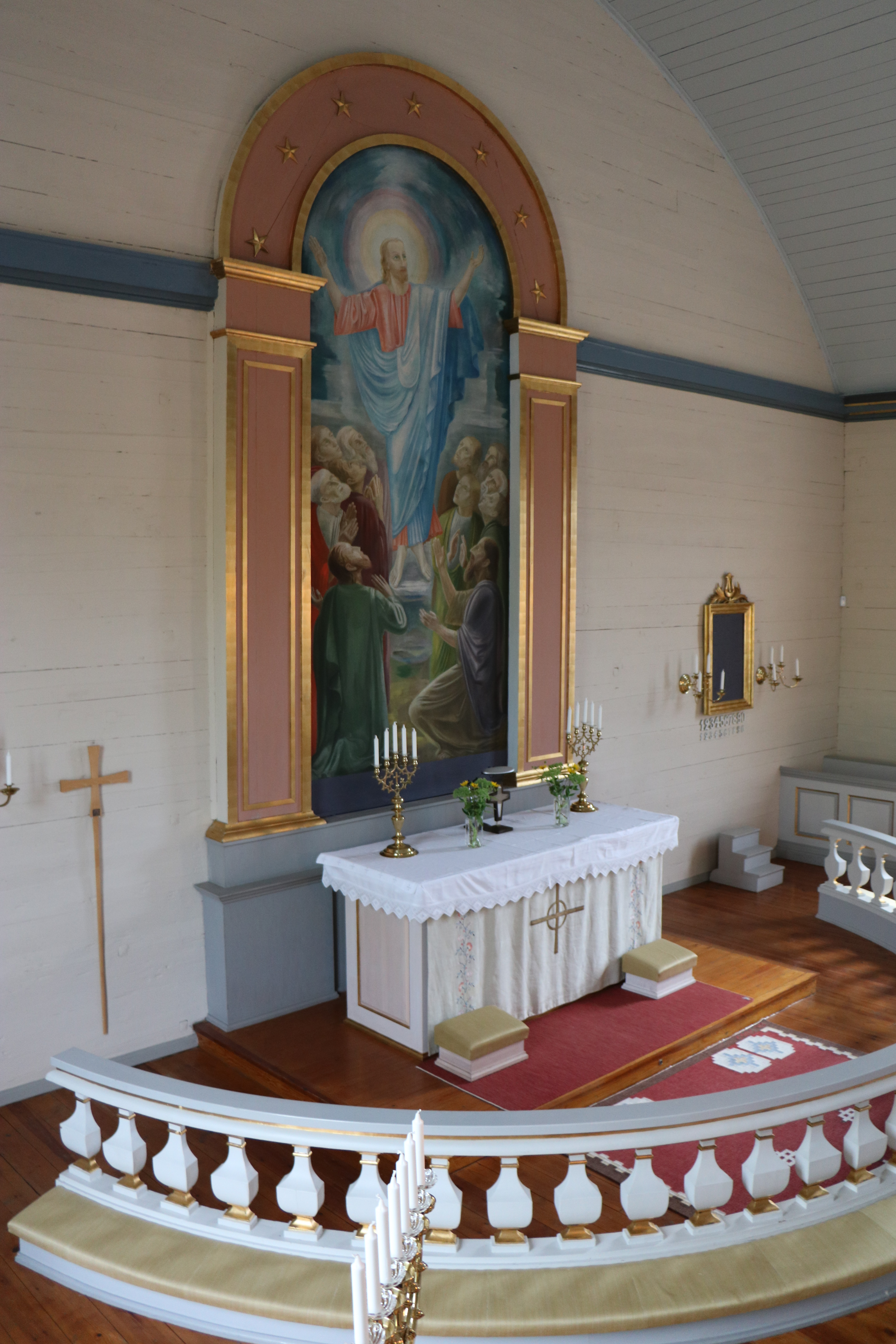
Koret
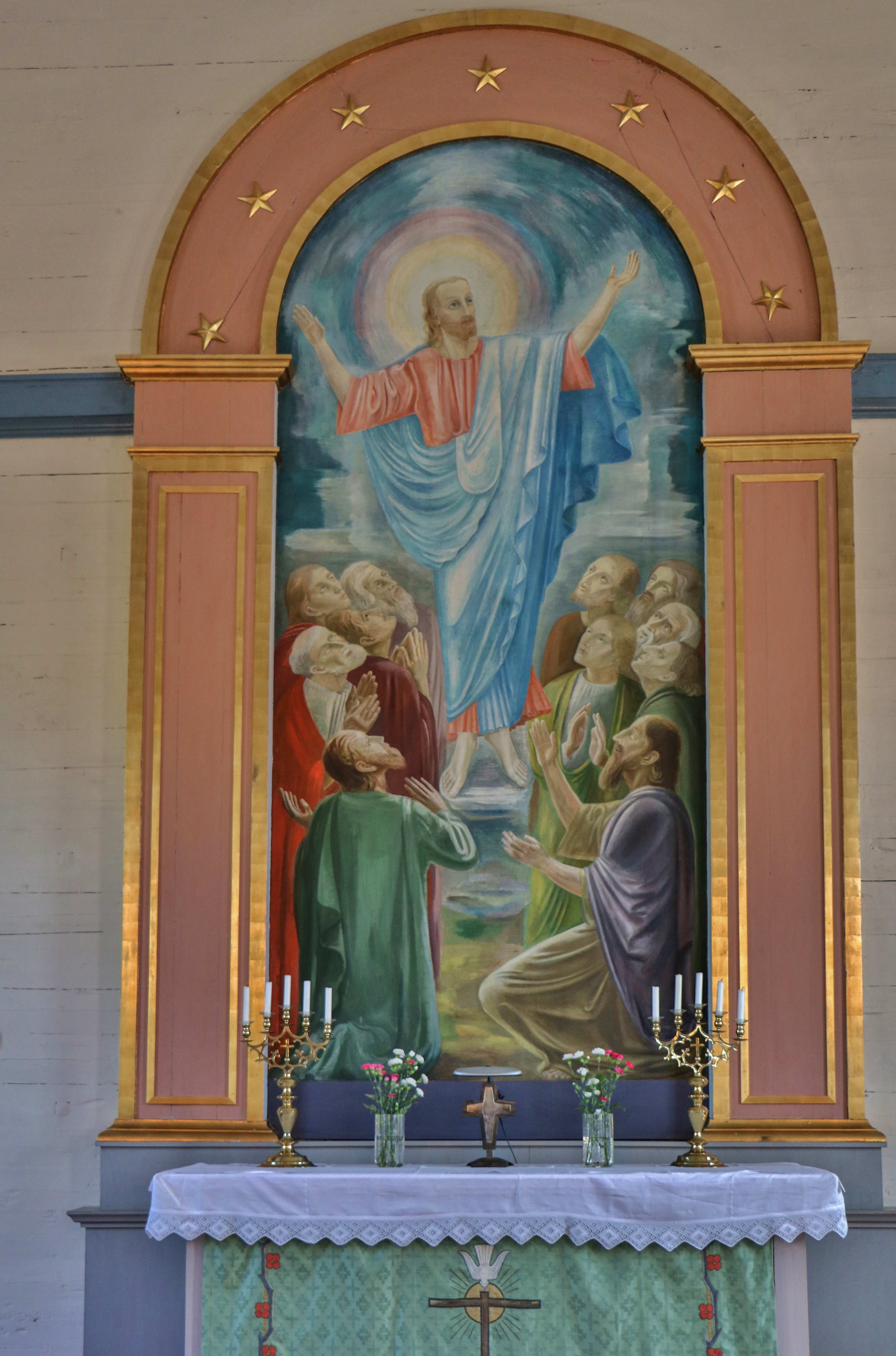
Altartavlan
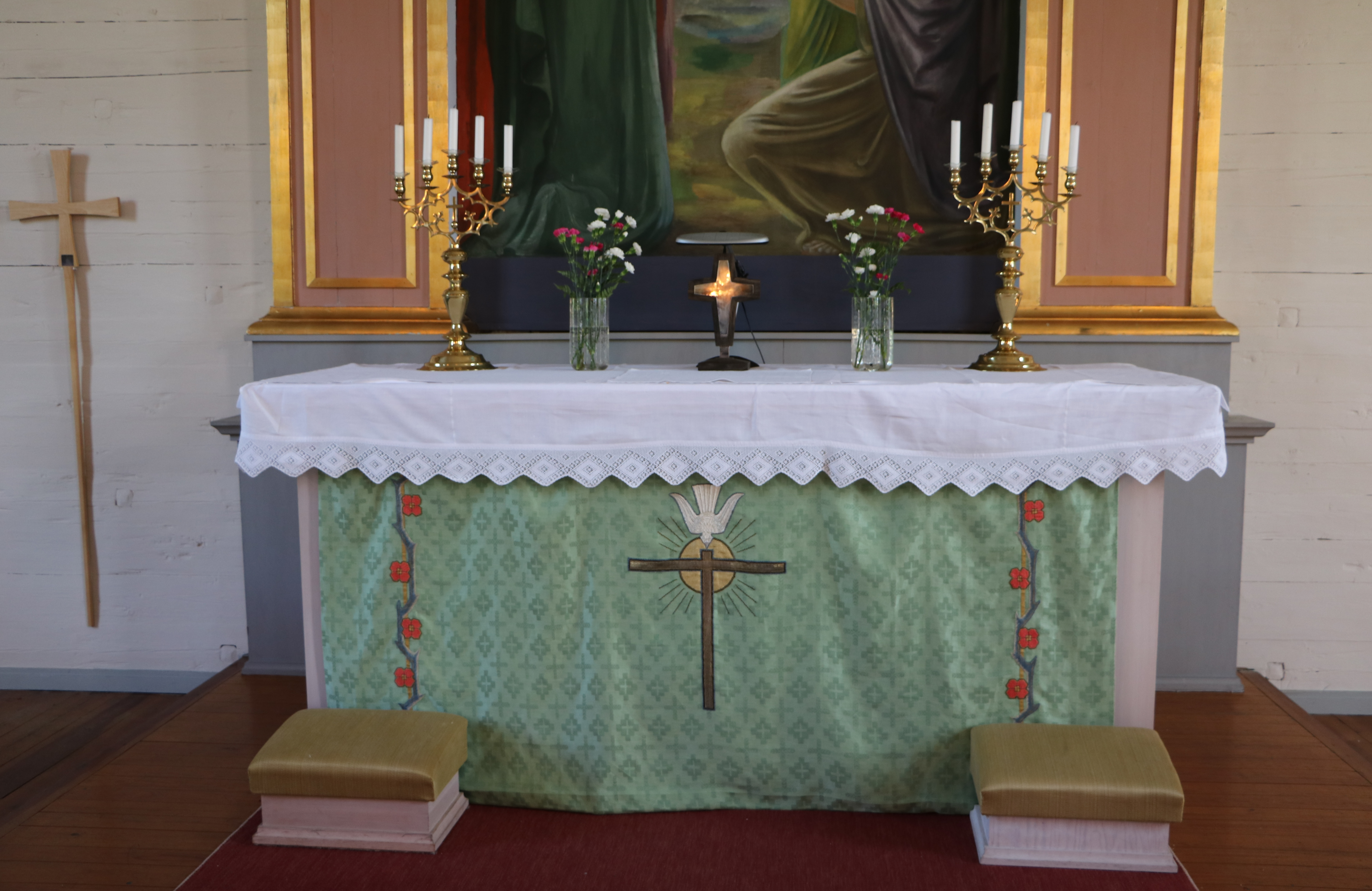
Altaret
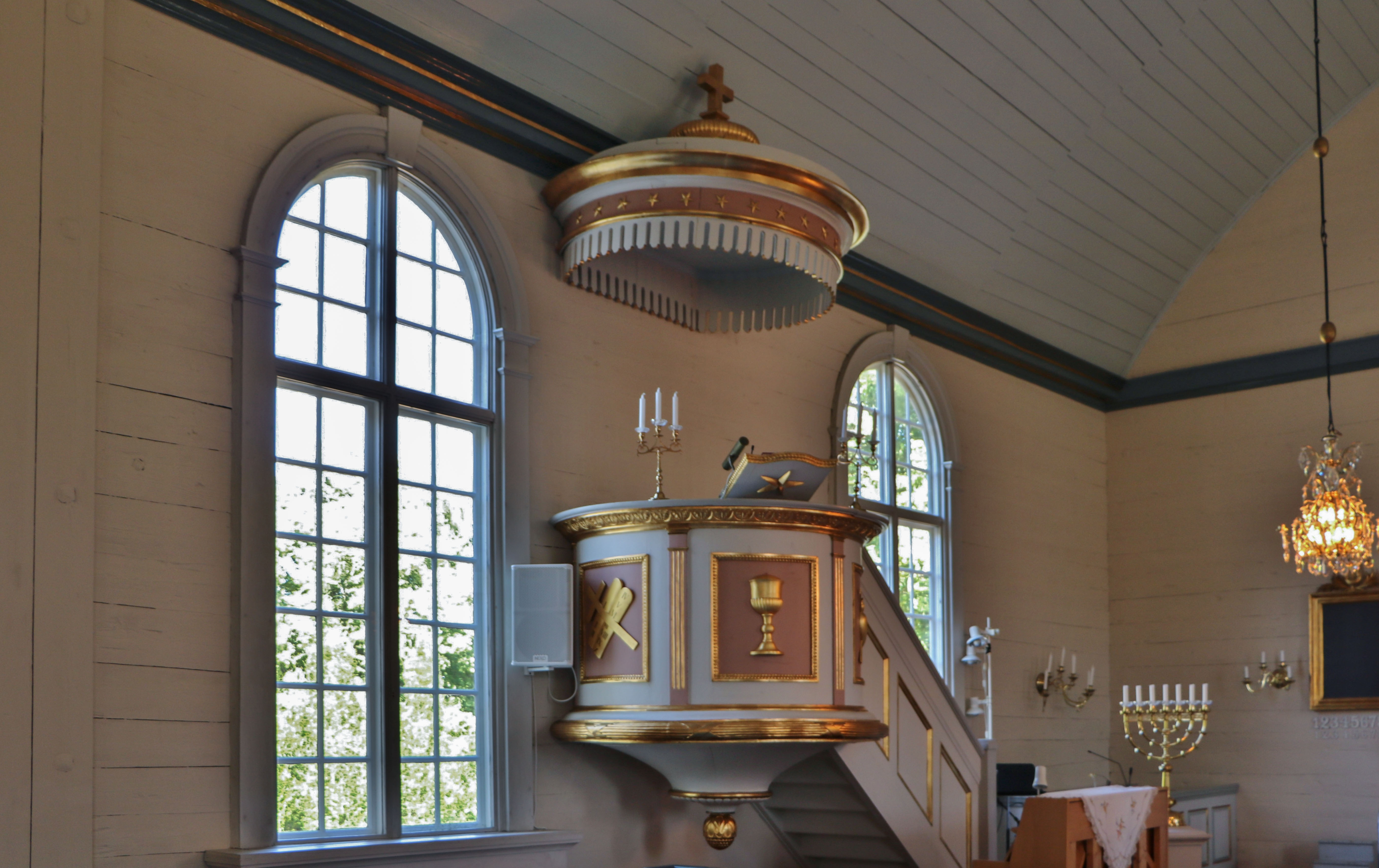
Predikstolen
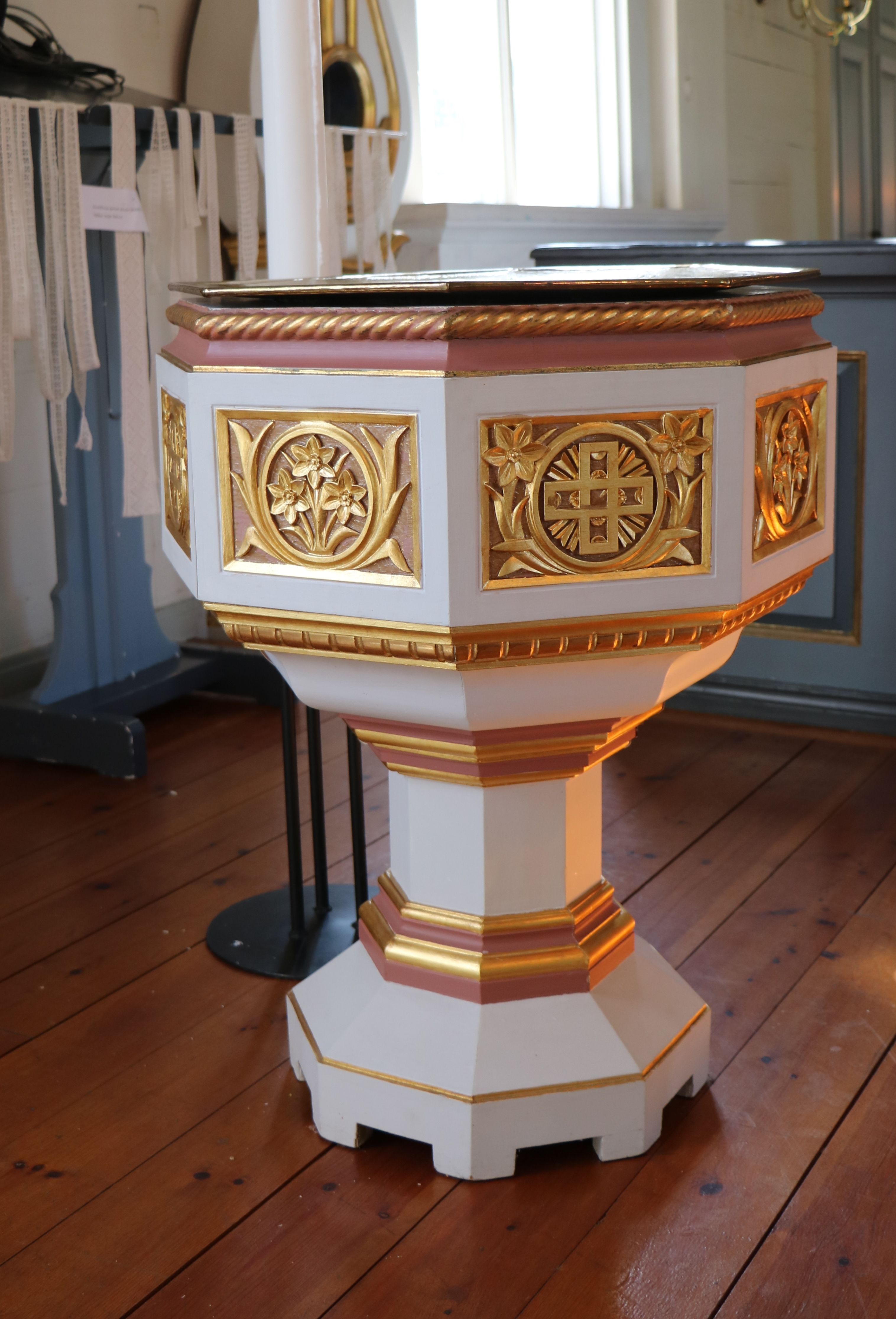
Dopfunten
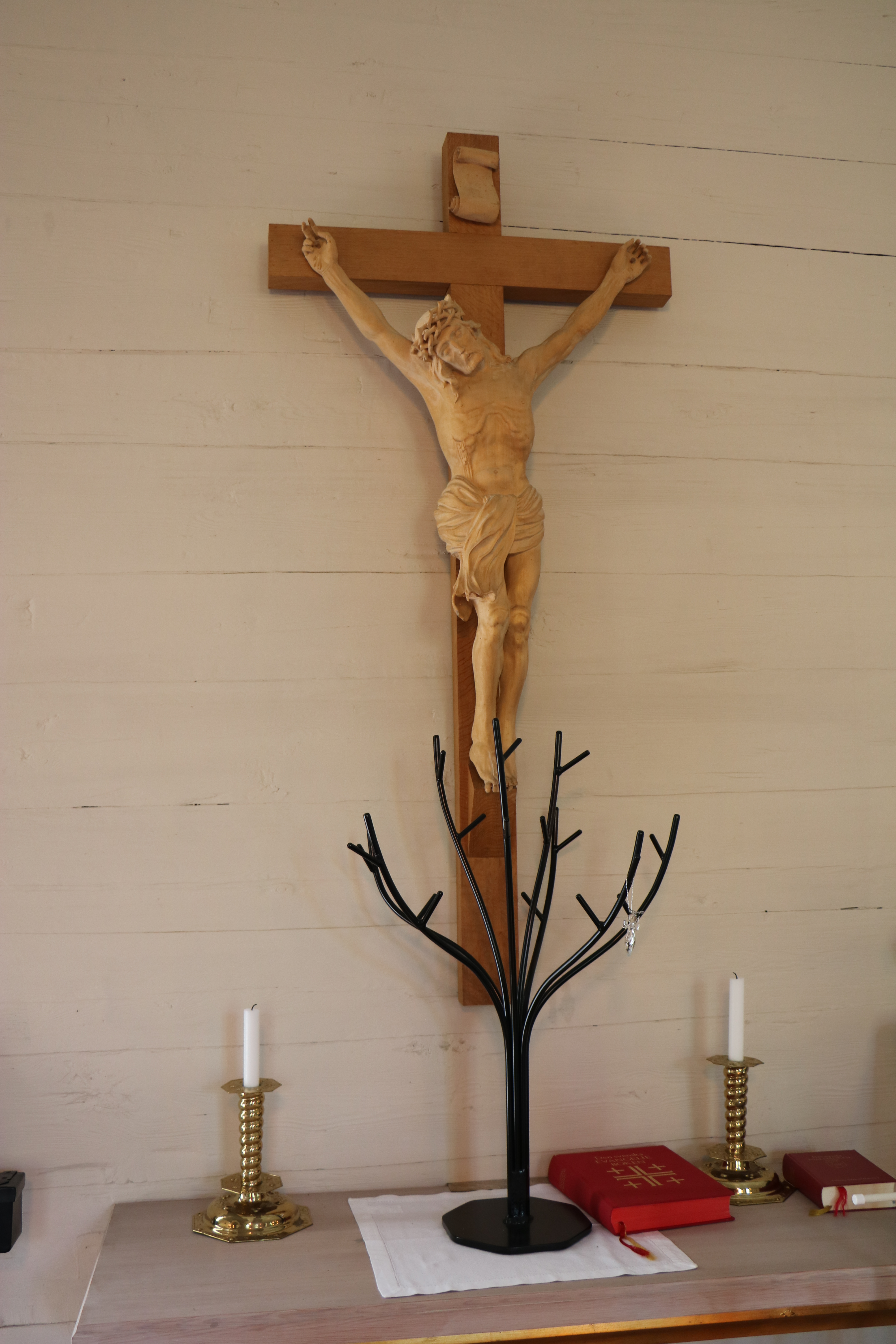
Krucifix över dopaltaret
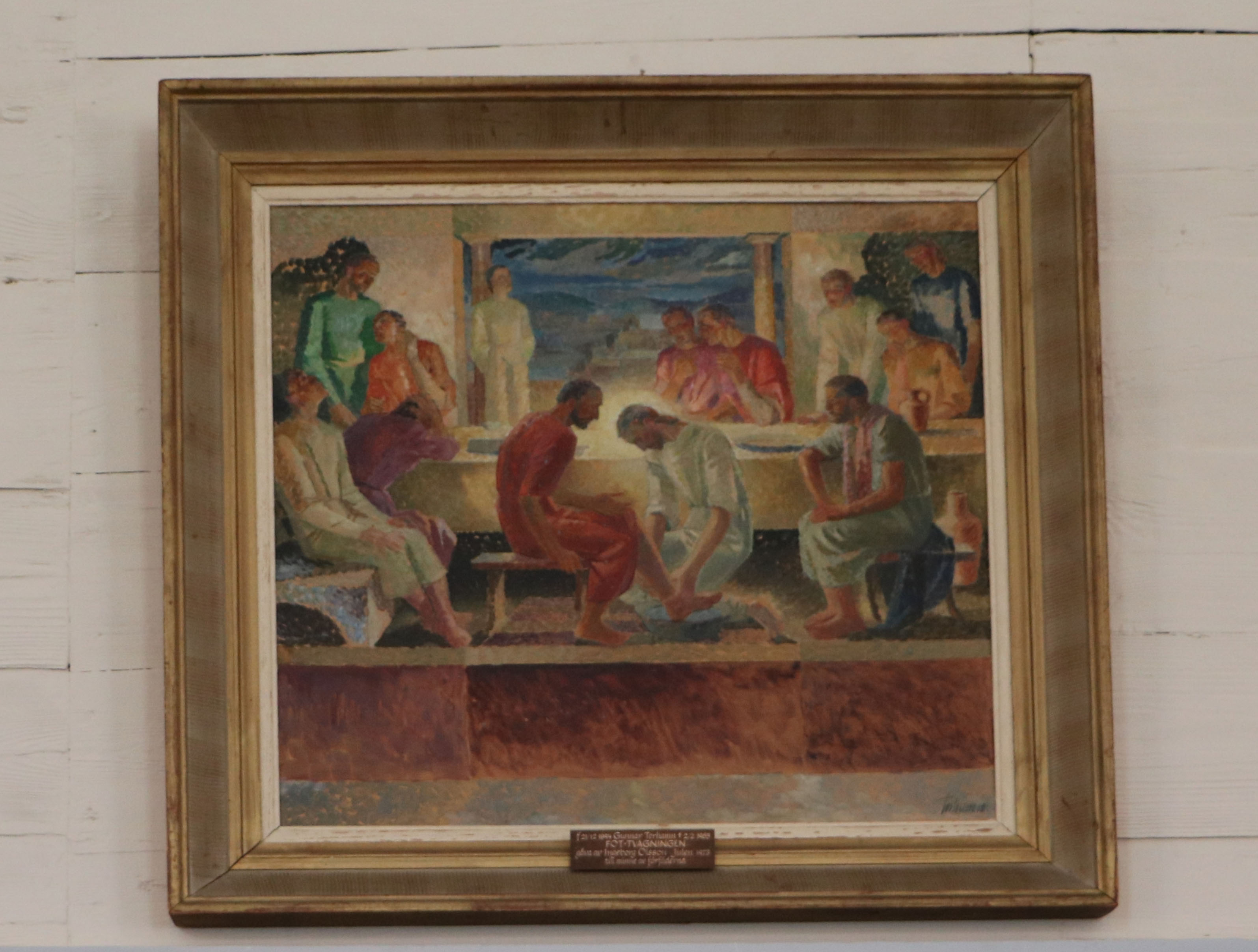
Oljemålning av Gunnar Torhamn
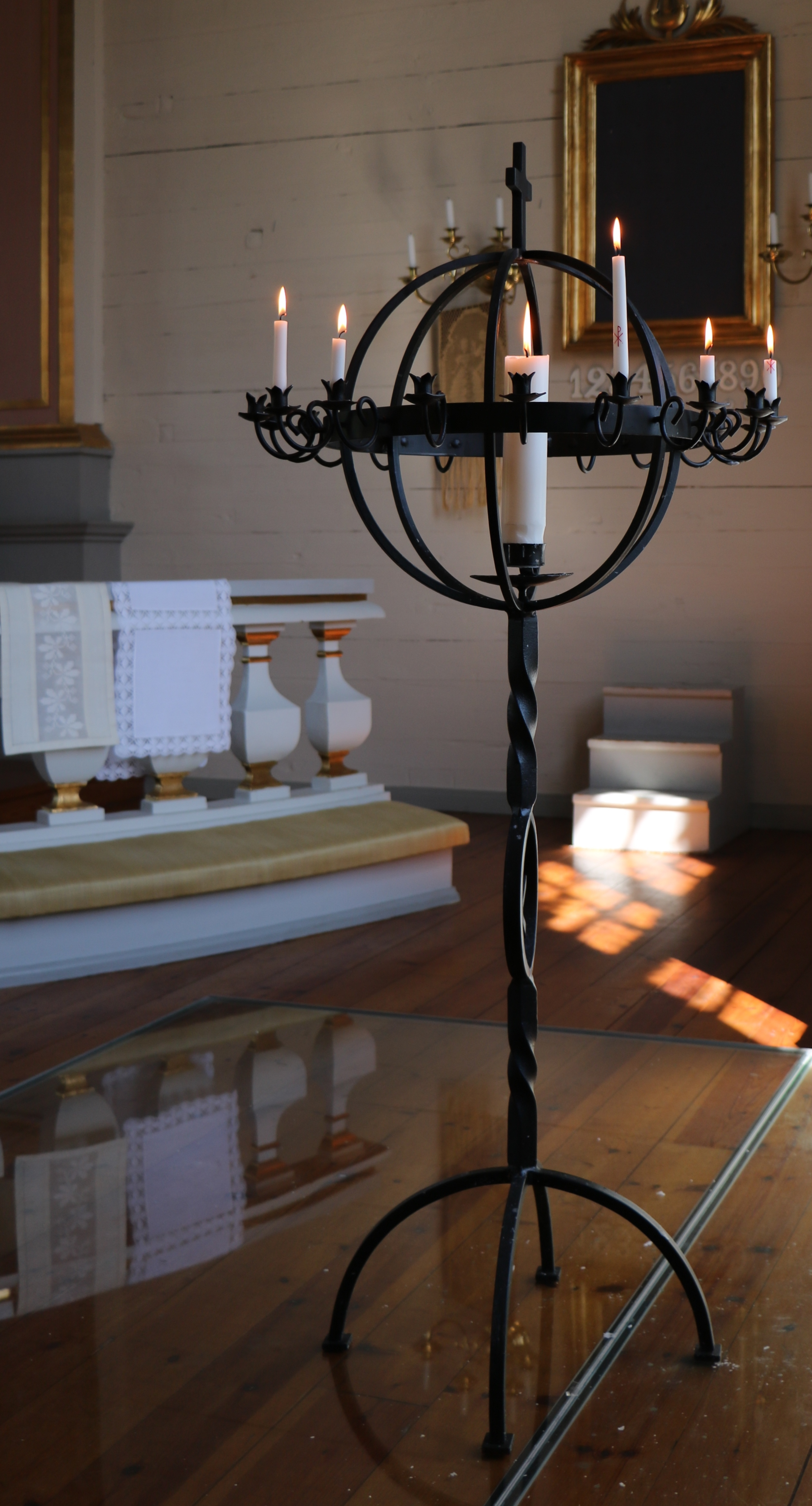
Ljusbärare